# Ada Chaseliov
Ada Chaseliov (Rio de Janeiro, 30 de março de 1952 — São Paulo, 27 de outubro de 2015) foi uma atriz de teatro, cinema e televisão judia do Brasil.

## Biografia
Ada estudou na escola de teatro O Tablado. Estreou em 1973 no cinema no filme Um Virgem na Praça, recebendo, no ano seguinte, um pequeno papel na novela Supermanoela, de Walther Negrão, na Rede Globo.
A atriz participou de diversas novelas da emissora, dentre elas destaques para Guerra dos Sexos, onde interpretou a ciumenta e atormentada Manuela, e Belíssima, ambas de Sílvio de Abreu. Sua grande conquista na TV foi a vilã Leonor, na minissérie A Muralha, em 2000.
Ada foi uma atriz respeitadíssima no meio teatral, principalmente no teatro musical. Dentre seus destaques no teatro musical estão suas atuações em As Malvadas, O Abre Alas, Cole Porter - Ele Nunca Disse que me Amava, Ópera do Malandro, A Noviça Rebelde, Cristal Bacharach e, mais atualmente, Gypsy - O Musical.
A atriz costumava trabalhar com a diretora Denise Saraceni e o autor Sílvio de Abreu.
Com Denise Saraceni trabalhou em Felicidade (1991), Anjo Mau (1997), Torre de Babel (1998), A Muralha (2000), Sabor da Paixão (2002), Da Cor do Pecado (2004),Belíssima (2005), Tudo Novo de Novo (2009) e Passione (2010) e Cheias de Charme (2012).
Com Sílvio de Abreu trabalhou em Guerra dos Sexos (1983), Anjo Mau (1997), Torre de Babel (1998), Da Cor do Pecado (2004), Belíssima (2005) e Passione (2010). Seu último trabalho foi na telenovela Amor à Vida interpretando uma juíza do julgamento da guarda de Paulinha, Ada morreu vítima de câncer em 27 de Outubro de 2015. A atriz Thalita Lippi divulgou a noticia pelo twitter e citou Betty Lago que também morreu de câncer. A atriz foi casada com o diretor de cinema Ney Sant'Anna, com quem teve uma filha. Já Thalita é fruto do relacionamento de Ney com Nádia Lippi. Era muito respeitada pelos diretores de teatro Cláudio Botelho e Charles Moeller em que a dirigiu em suas peças de teatro.

## Filmografia

### Televisão
| Ano  | Título             | Personagem              | Nota                               |
| ---- | ------------------ | ----------------------- | ---------------------------------- |
| 1974 | Supermanuela       | Marlene                 |                                    |
| 1974 | Fogo Sobre Terra   | Maria Paula             |                                    |
| 1975 | Bravo!             | Ida                     |                                    |
| 1981 | Baila Comigo       | Paciente de Saulo       | Participação Especial              |
| 1983 | Caso Especial      | Ava                     | Episódio: "Do Outro Lado do Túnel" |
| 1983 | Guerra dos Sexos   | Manuela Marino          |                                    |
| 1991 | Felicidade         | Ana                     |                                    |
| 1993 | O Mapa da Mina     | Olga                    |                                    |
| 1994 | A Viagem           | Fonoaudióloga           | Participação especial              |
| 1995 | Cara e Coroa       | Judite                  |                                    |
| 1996 | Castelo Rá-Tim-Bum | Bruxa da Branca de Neve | Episódio: "Felizes para Sempre"    |
| 1997 | Anjo Mau           | Isadora Barreto (Dora)  |                                    |
| 1998 | Torre de Babel     | Eliane Mauad            |                                    |
| 2000 | A Muralha          | Leonor                  |                                    |
| 2002 | Desejos de Mulher  | Luisa                   |                                    |
| 2002 | Sabor da Paixão    | Yvone Ferreira Jardim   |                                    |
| 2004 | Da Cor do Pecado   | Solange Vasconcelos     |                                    |
| 2006 | Belíssima          | Ester Schneider         |                                    |
| 2007 | Paraíso Tropical   | Guiomar                 |                                    |
| 2007 | Sete Pecados       | Namorada de Marcelo     | Participação especial              |
| 2009 | Tudo Novo de Novo  | Irany                   | Episódio: "Sogras & Lagartos"      |
| 2010 | Passione           | Matilde                 | Participação especial              |
| 2012 | Cheias de Charme   | Drª. Jacobina           |                                    |
| 2013 | Amor à Vida        | Juíza                   | Participação especial              |
| 2014 | As Canalhas        | Maria do Carmo          | 1 episódio                         |

### Cinema
| Ano  | Título                    | Personagem     | Nota           |
| ---- | ------------------------- | -------------- | -------------- |
| 1973 | Um Virgem na Praça        | —              |                |
| 1984 | Memórias do Cárcere       | Olga Prestes   |                |
| 1989 | Sonhei com Você           | Celina         |                |
| 1991 | Assim na Tela Como no Céu | —              |                |
| 2000 | Olhos Mortos              | Patroa         | Curta-metragem |
| 2006 | Ego e as Estrelas Também  | Dona Eugênia   | Curta-metragem |
| 2006 | Brasília 18%              | Cacilda Becker |                |
| 2010 | De Pernas pro Ar          | Dona Lourdes   |                |

## Teatro
- Os Saltimbancos Trapalhões - Zorastra (direção: Charles Möeller e Cláudio Botelho)
- Como Vencer na Vida Sem Fazer Força (direção: Charles Möeller e Cláudio Botelho)
- Um Violinista no Telhado - Yente (direção: Charles Möeller e Cláudio Botelho)
- Gypsy - O Musical - Electra (direção: Charles Möeller e Cláudio Botelho)
- A Noviça Rebelde - Frau Schmidt (direção: Charles Möeller)
- Ópera do Malandro - Dóris Pelanca (direção: Charles Möeller e Cláudio Botelho)
- Cole Porter, ele nunca disse que me amava - Linda Porter (direção: Charles Möeller)
- Cristal Bacharach - Lau N (direção: Charles Möeller)
- O Abre Alas (direção: Charles Möeller)
- As Malvadas - Amanda Plummer (direção: Charles Möeller e Cláudio Botelho)
- A Gaivota (direção: Jorge Tackla)
- O Inspetor Geral (direção: Antônio Abujamra)
- Casamento Branco (direção: Sérgio Britto)
- Jardim das Cerejeiras (direção: Paulo Mamede)
- Sábado, Domingo e Segunda (direção: José Wilker)
- Grande e Pequeno (direção: Celso Nunes)
- El Día en Que me Quieras (direção: Luis Carlos Ripper)
- Ascensão e Queda da Cidade de Mahagonny - Anne Smith (direção: Ademar Guerra)
- A Volta do Camaleão Alface - Lúcia (direção: Maria Clara Machado)